# Кропотин, Максим Игоревич
Макси́м И́горевич Кропо́тин (род. 7 декабря 1994, Ижевск) — российский хоккеист, тренер.

## Биография
Воспитанник хоккейной школы ижевской «Ижстали». Дебютировал в клубах Первенства и Чемпионата Молодёжной хоккейной лиги — тольяттинской «Ладье» (2012/2013), «Ижевской стали» (2013/2014), рязанской «Молнии» (2014) и кирово-чепецкой «Олимпии» (2014/2015).
В сезоне 2015/2016 стал серебряным призёром первенства Румынской хоккейной лиги в составе «Чиксереды», который также участвовал в первенстве «МОЛ Лиге». Завершил этот сезон в составе клуба третьей по значению Второй чешской хоккейной лиги «Годонин» из городка в Южноморавском крае.
Следующие два сезона провёл в низших зарубежных лигах, а летом 2018 года вернулся в Ижевск, в клуб ВХЛ «Ижсталь». В сезоне 2019/2020 начал выступать в составе клуба второй по значению Словацкой хоккейной лиги «Левице».
Главный тренер клубов НМХЛ «Брянск» (2022/23), «Гвардия» Краснодар (с 2024/25).

## Достижения
- Серебряный призёр первенства Румынской хоккейной лиги[нем.] 2015/2016[нем.]